# قائمة البعثات الدبلوماسية في طاجيكستان

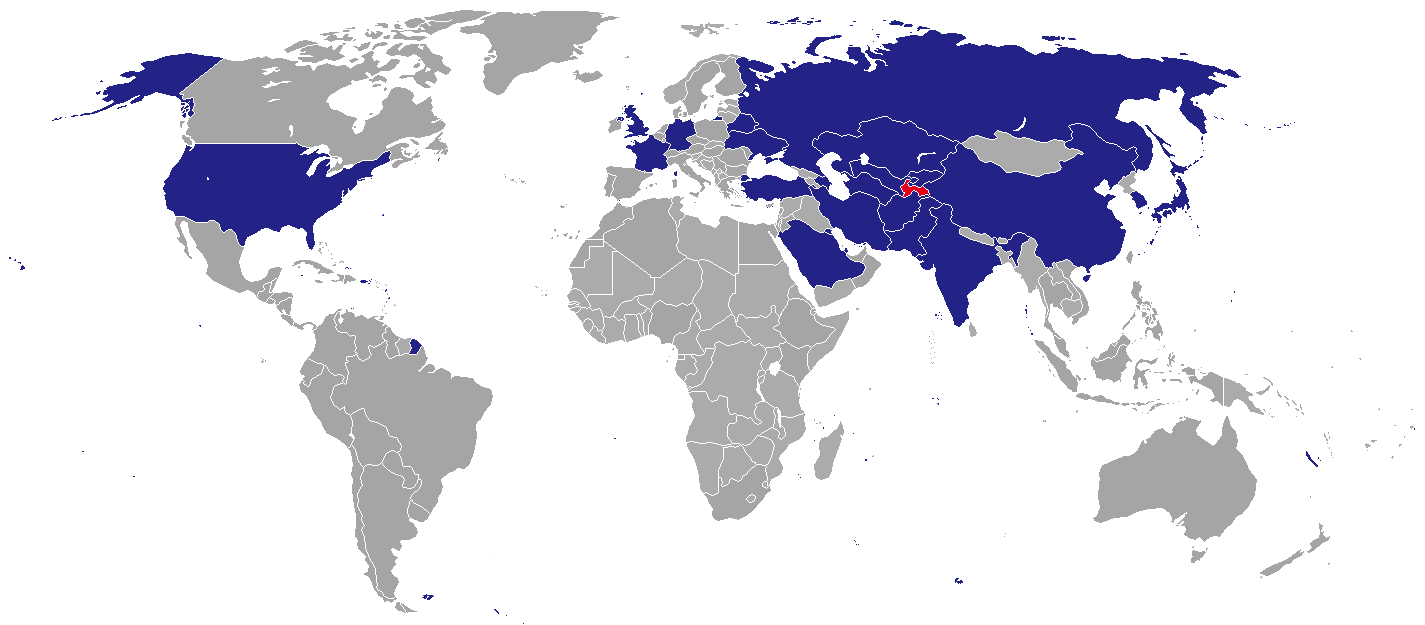
خريطة البعثات الدبلوماسية في طاجيكستان

هذه قائمة بالبعثات الدبلوماسية في طاجيكستان. وقد اكتسبت البلد مزيدًا من الأهمية في الآونة الأخيرة بسبب استخدام أراضيه لأغراض الإسناد والعبور أثناء الحرب في أفغانستان ضد طالبان. وتستضيف العاصمة دوشنبه في الوقت الحاضر 22 سفارة.

## سفارات
دوشنبه
| - أفغانستان - أذربيجان - روسيا البيضاء - الصين - فرنسا - ألمانيا - الهند - إيران - اليابان - كازاخستان - كوريا الجنوبية | - قرغيزستان - باكستان - قطر - روسيا - السعودية - تركيا - تركمانستان - أوكرانيا - المملكة المتحدة - الولايات المتحدة - أوزبكستان |

## وظائف أخرى
- الاتحاد الأوروبي (وفد)

## قنصليات عامة
خاروغ
- أفغانستان

## سفارات غير مقيمة
مقيمة في أستانا، ما لم يذكر خلاف ذلك.
- الأرجنتين (إسلام آباد)[4]
- أرمينيا (عشق آباد)[5]
- أستراليا (موسكو)[6]
- النمسا [7]
- بلجيكا [8]
- البوسنة والهرسك (طهران)[9]
- البرازيل (إسلام آباد)[10]
- بلغاريا [11]
- كندا [12]
- كرواتيا (أنقرة)[13]
- كوبا [14]
- قبرص (موسكو)[15]
- جمهورية التشيك (طشقند)[16]
- الدنمارك (موسكو)[17]
- فنلندا (هلنسكي)[18]
- جورجيا (طشقند)[19]
- اليونان (موسكو)[20]
- المجر [21]
- آيسلندا (موسكو)[22]
- إندونيسيا (نور سلطان)[23]
- جمهورية أيرلندا (موسكو)[24]
- إسرائيل (طشقند)[25]
- إيطاليا (طشقند)[26]
- لاتفيا (طشقند)[27]
- ليتوانيا [28]
- جزر المالديف ((نيو دلهي)
- مالي ((طهران)
- ماليزيا (طشقند)[29]
- المكسيك (طهران)[30]
- هولندا [31]
- نيبال (موسكو)
- النرويج [32]
- البرتغال (موسكو)[33]
- عُمان ((طهران)
- باراغواي (موسكو)
- الفلبين (إسلام آباد)[34]
- بولندا (طشقند)[35]
- رومانيا [36]
- صربيا (موسكو)[37]
- سلوفاكيا (طشقند)[38]
- سلوفينيا (موسكو)[39]
- جنوب إفريقيا [40]
- إسبانيا [41]
- سيراليون ((طهران)
- سريلانكا (إسلام آباد)[42]
- السويد (ستوكهولم)[43]
- سويسرا [44]
- تايلاند (موسكو)[45]
- فيتنام (موسكو)